# Franck Gourlat
Franck Gourlat est un acteur et réalisateur français originaire de Lyon.

## Filmographie

### Cinéma

#### Longs métrages
- 1995 : État des lieux de Jean-François Richet
- 1998 : La Vieille Barrière de Lyèce Boukhitine (court-métrage) : Jean
- 1998 : Le Gone du Chaâba de Christophe Ruggia : l'inspecteur
- 1999 : Belle Maman de Gabriel Aghion
- 1999 : Du bleu jusqu'en Amérique de Sarah Lévy : Jacques, le kiné
- 2000 : La Valise de Charlotte Walior (court-métrage) : Thierry
- 2000 : Le Jour de grâce de Jérôme Salle (court-métrage) : le caporal
- 2000 : Stand-by de Roch Stephanik : l'inspecteur
- 2001 : Mes amis d'en France de Laurent Vinas-Raymond
- 2001 : Vertiges de l'amour de Laurent Chouchan : Eric
- 2002 : La Maîtresse en maillot de bain de Lyèce Boukhitine : Jean
- 2002 : Le Frère du guerrier de Pierre Jolivet : Ademar
- 2003 : Le Temps du loup de Michael Haneke : le marchand d'eau
- 2009 : J'ai oublié de te dire... de Laurent Vinas-Raymond : Baptiste
- 2012 : Cloclo de Florent Emilio Siri
- 2015 : Pension complète de Florent Emilio-Siri

#### Courts métrages
- 1995 : La Poupie de Sarah Lévy : le beau-père
- 1998 : Fausses Alertes de Sarah Lévy
- 2001 : Le Bifteck de Frank Verrecchia : le manager
- 2006 : Les Volets de Lyèce Boukhitine : Alain

### Télévision

#### Séries télévisées
- 1998 : Nestor Burma : Franck Dufour (Saison 6, épisode 3, Burma et la belle de Paris)
- 1998 : L'Instit : Vincent (Saison 5, épisode 2, Le bouc émissaire)
- 1999 : Scénarios sur la drogue
- 1999 : Madame le Proviseur : Denis (Saison 4, épisode 2, La saison des bouffons)
- 1999 : Un homme en colère : Vannier (1 épisode, Une femme réduite au silence)
- 2000 : Chercheur d'héritiers : Philippe (1 épisode, Un frère à tout prix)
- 2000 : Les Redoutables : Mermoz (1 épisode, Prime time)
- 2001 et 2003 : Sauveur Giordano : Le Bihan (2 épisodes, Femmes en danger et Mauvaises graines)
- 2002 : Action Justice : Jérôme Gaubert (1 épisode, Une mère indigne)
- 2004 : Les Cordier, juge et flic : Alain Ancelle (1 épisode, Liens de sang)
- 2004 : Maigret : Jeff van Houtte (saison 13, épisode 2, Maigret et le Clochard)
- 2005 : Julie Lescaut : Christian Renoncourt (Saison 14, épisode 6, Faux semblants)
- 2006 : Père et Maire : Lorca (Saison 5, épisode 2, L'ami perdu)
- 2006 : Commissaire Valence : Christian Vecchioni (Saison 4, épisode 3)
- 2005 : Commissaire Cordier : Gilles Segal (Saison 1)
- 2007 : Suspectes : Franck, amant de Claude (épisode 2)
- 2007 : Plus belle la vie : Docteur Michel Tautavel, ami de Guillaume Leserman (saisons 3 et 4)
- 2007 : Franck Keller : (1 épisode, Passé par les armes)
- 2008 : Joséphine, ange gardien : Philippe Cazade (Saison 12, épisode 2, Au feu de la famille)
- 2009 : Brigade Navarro : Commissaire Cozinsky (1 épisode, En rafale)
- 2010 : Section de recherches : Alex Montoux (Saison 4, épisode 13, Les Chasseurs)
- 2013 : Famille d'accueil (série télévisée) - Justice (Saison 11, épisode 3 et 4) : Antoine Davy
- 2014 : Mon histoire vraie : La fille prodigue de Thierry : Thierry
- 2015 : Plus belle la vie : Docteur Michel Tautavel (saison 12)
- 2015 : Section de recherches (saison 9 ) : Étienne Porchet
- 2018 : Scènes de ménages : un ami vantard de Philippe
- 2021 : Sam (saison 5) : M. Calligari

#### Téléfilms
- 1998 : La Famille Sapajou : Le Retour de Élisabeth Rappeneau : le technicien
- 2001 : La Tortue de Dominique Baron : Franck Gaspari
- 2002 : Sous bonne garde de Luc Béraud : Serge Larpent
- 2003 : Les Enfants du miracle de Sébastien Grall : Jean-Marie Lacaze
- 2004 : Clochemerle de Daniel Losset : François
- 2004 : Un petit garçon silencieux / Taxi blanc de Sarah Lévy : Alex
- 2006 : Au crépuscule des temps de Sarah Lévy : Hugo Barjave
- 2009 : Little Wenzhou de Sarah Lévy
- 2017 : Je voulais juste rentrer chez moi d'Yves Rénier : Surveillant arrivants

### Réalisation
- 1996 : Faux départ de Lyèce Boukhitine et Franck Gourlat

## Doublage

### Cinéma

#### Films
- 2013 : Le Dernier Pub avant la fin du monde : le pasteur Pétard (Michael Smiley)
- 2014 : Noé : Og (Frank Langella) (voix)
- 2016 : Peter et Elliott le dragon : ? (?)
- 2017 : Thor : Ragnarok : ? (?)
- 2019 : Six Underground : ? (?)
- 2021 : Le Dernier Duel : ? (?)
- 2021 : Nightmare Alley : ? (?)
- 2022 : Thor: Love and Thunder : ? (?)
- 2022 : Là où chantent les écrevisses : le shérif Jackson (Bill Kelly)
- 2022 : Coup de théâtre : ? (?)
- 2022 : Les Banshees d'Inisherin : ? (?)
- 2023 : Sharper : Pat Braddock (Darren Goldstein (it))
- 2023 : Les Gardiens de la Galaxie Vol. 3 : ? (?)
- 2023 : Air : ? (?)
- 2023 : Zom 100 : La Liste de la mort : Kosaka Mikio (Yō Takahashi)
- 2024 : Prise au jeu (en) : ? (?)
- 2024 : Air Force One Down : ? (?)
- 2024 : Gladiator 2 : ? (?)
- 2024 : Messagères de guerre : l'aumônier Clemens (Nick Harris)
- 2025 : Blanche-Neige : ? (?)
- 2025 : Les Quatre Fantastiques : Premiers pas : ? (?)

#### Films d'animation
- 2016 : Vaiana, la légende du bout du monde : voix additionnelles
- 2017 : Baby Boss : Eugène / Eugènie
- 2021 : Arlo, le garçon alligator : voix additionnelles
- 2023 : Pattie et la colère de Poséidon : voix additionnelles
- 2023 : Élémentaire : le portier et voix additionnelles
- 2023 : Chicken Run : La Menace nuggets : Reginald Smith
- 2023 : Spy × Family Code: White : ?

### Télévision

#### Téléfilms
- 2019 : Quand ma fille dérape... : le principal Green (Jonathan Thomson)
- 2022 : Prince charmant cherche maison : Mitch (Neil Whitely)
- 2023 : Coup de foudre en cadeau de Noël : ? ( ? )

#### Séries télévisées
- 2013-2015 : Sleepy Hollow : le capitaine Franck Irving (Orlando Jones)
- 2017 : Legion : Dr Poole (Scott Lawrence)
- 2019 : Alta Mar : Mario Plazaola / Carlos Villanueva (Luis Bermejo)
- 2021-2023 : Young Rock : Sika Anoa'i (Fasitua Amosa) (20 épisodes)
- 2022 : Entretien avec un  vampire : l'échevin Fenwick (John DiMaggio)
- 2023 : La Roue du temps : ? (?) (saison 2)
- 2023 : Reacher : ? (?) (saison 2)
- 2024 : Loot : ? (?) (saison 2)
- 2025 : A Thousand Blows : Charlie [Qui ?]
- 2025 : La Résidence : Bruce Geller (Mel Rodriguez) (mini-série)

#### Séries d'animation
- 2018 : Kung Fu Panda : Les Pattes du destin : le Yaoguaï
- 2023 : Papa est un chasseur d'aliens (en) : Chakalau
- 2023 : Ranking of Kings : Le Trésor du courage : le roi Bosse
- 2023 : Captain Fall (en) : Greg
- 2024 : Secret Level : Luzum